# 14. etape af Tour de France 2013
Fjortende etape af Tour de France 2013 er en 191 km lang flad etape. Den bliver kørt lørdag den 13. juli fra Saint-Pourçain-sur-Sioule i Allier til Lyon. Det er løbets sidste regulære sprinteretape inden sidste etape til Paris, da der venter hviledag, enkeltstart og bjergetaper i Alperne.  
Saint-Pourçain-sur-Sioule har aldrig været start- eller målby for en etape i Tour de France før, imens det bliver Lyons 16 gang som vært for løbet.